# Félix Bonfils

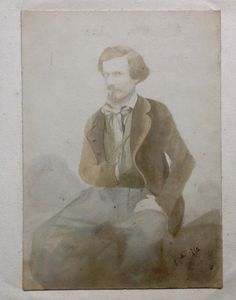
Félix Bonfils, Selbstporträt

Paul Félix Bonfils (* 8. März 1831 in Saint-Hippolyte-du-Fort; † 9. April 1885 in Alès) war ein französischer Buchbinder und kommerzieller Fotograf, der im Nahen Osten arbeitete. Sein Unternehmen Maison Bonfils in Beirut bestand während rund 40 Jahren und hatte Niederlassungen in Kairo, Alexandria, Baalbek und Jerusalem.

## Leben und Wirken

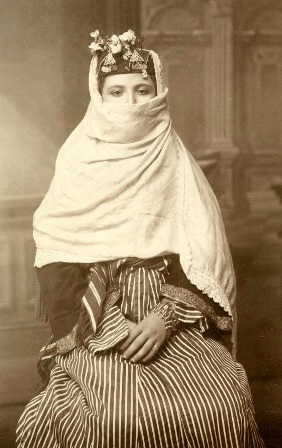
Maison Bonfils, Junge Frau aus Nablus, wohl zweite Hälfte 19. Jahrhundert

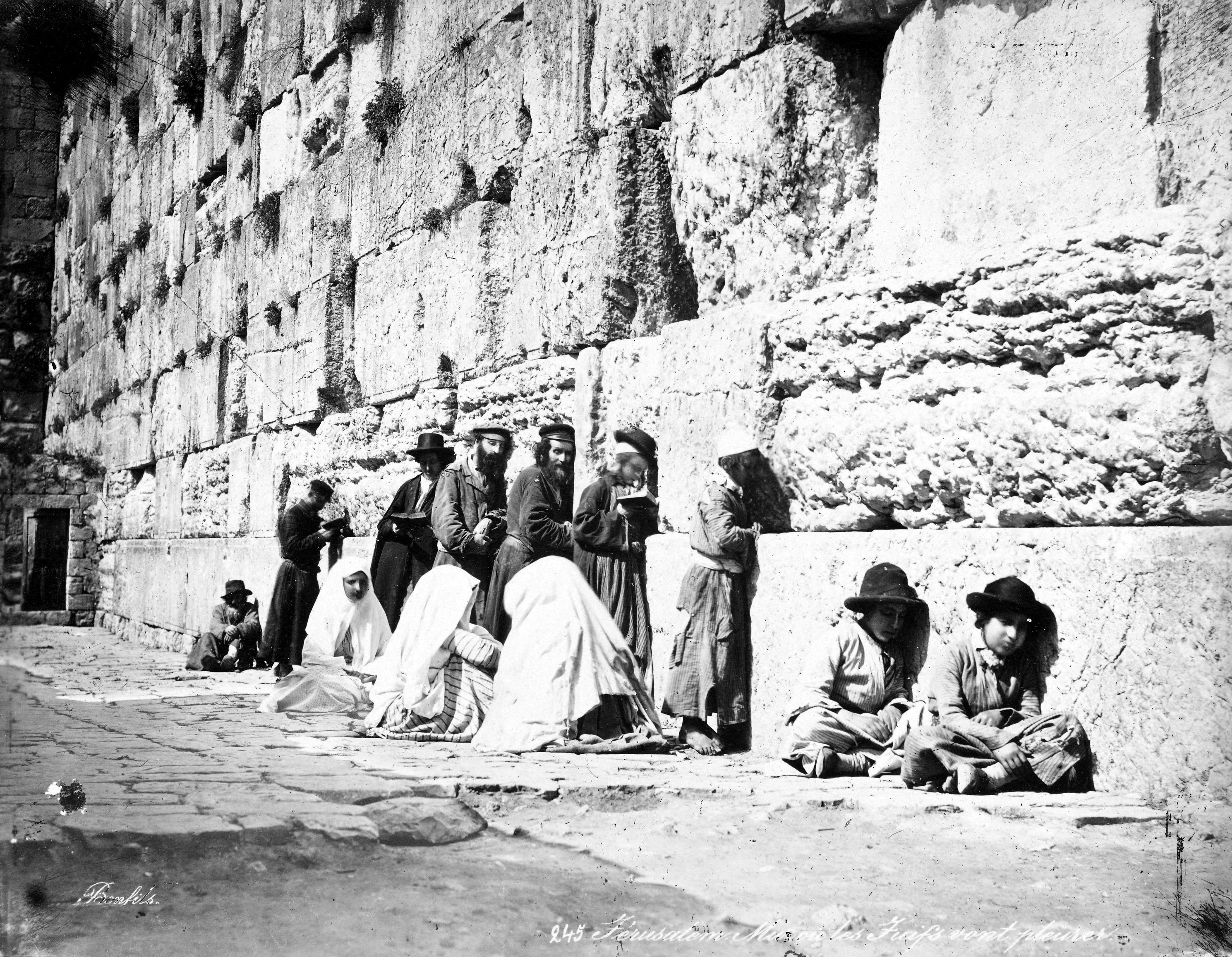
Maison Bonfils, Juden an der sogenannten Klagemauer, wohl zweite Hälfte 19. Jahrhundert

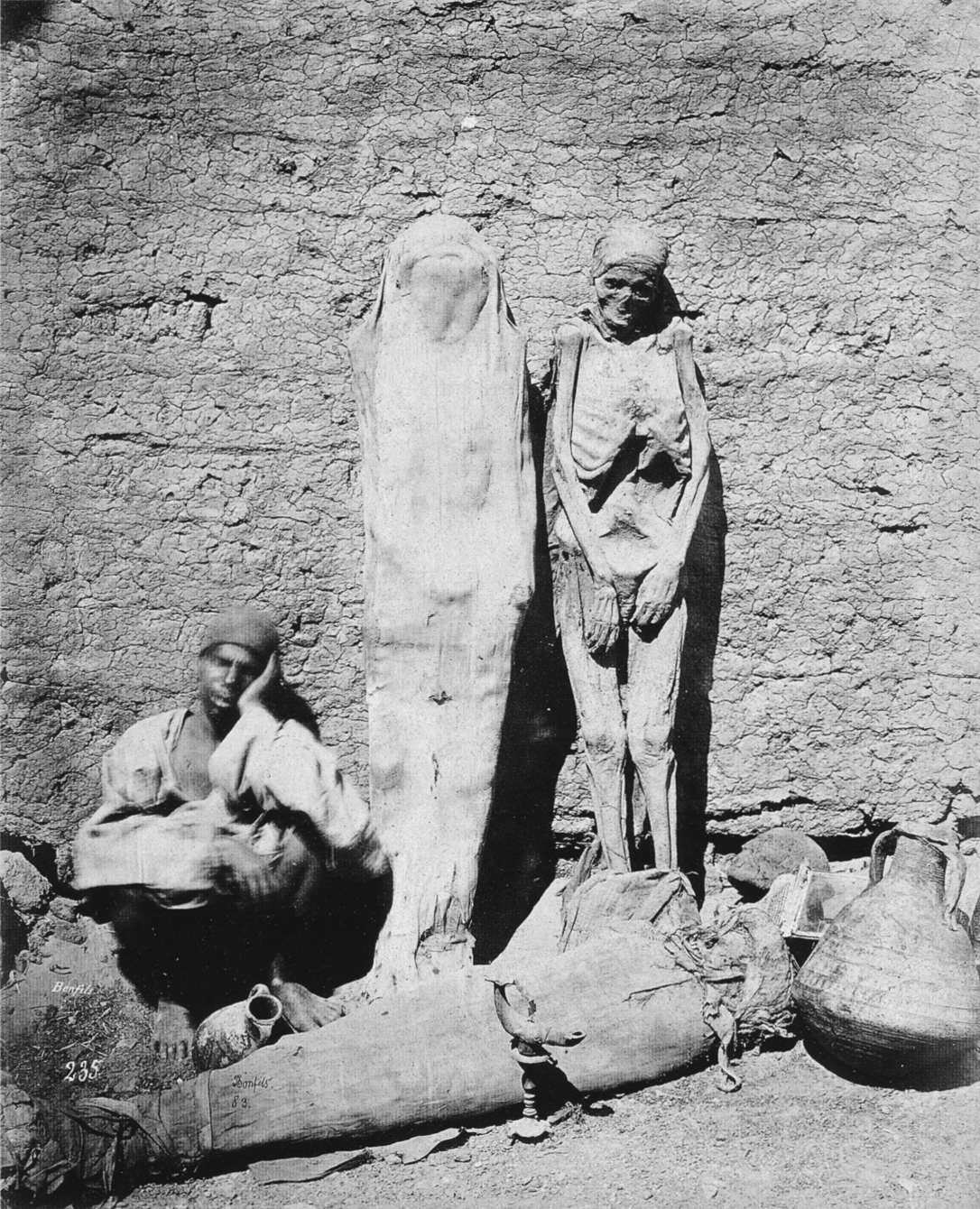
Maison Bonfils, Mumienhändler, wohl zweite Hälfte 19. Jahrhundert

Der Hugenotte und gelernte Buchbinder Félix Bonfils verbrachte bereits 1860 einige Zeit in der Levante. Als sein Sohn Paul Félix Adrien Bonfils (1861–1929) erkrankte, kehrte Bonfils – der inzwischen beim Neffen von Nicéphore Niépce die Fotografie erlernt hatte – in den Libanon zurück. In Beirut eröffnete er 1867 das erste professionelle Fotostudio der Region und arbeitete kommerziell und für Touristen. In den folgenden Jahren machte er sich einen Namen durch seinen genauen Blick auf die antiken Stätten und Landschaften, aber auch die Menschen in der Region.
In seiner fotografischen Arbeit wurde Félix Bonfils von seiner Frau Marie Lydie Bonfils (1837–1918) unterstützt, die aus der Fotografenfamilie Cabanis stammte. Auch sein Sohn Adrien Bonfils erlernte den Beruf. „Maison Bonfils“ arbeitete nach dem Tod von Félix weiter – teils mit alten Aufnahmen, teils mit neuen Aufnahmen verschiedener Fotografen inner- und außerhalb der Familie. Adrien gründete 1895 ein Hotel in Broummana bei Beirut. Nach Beginn des Ersten Weltkriegs ging er nach Frankreich. Seine Mutter blieb in Beirut, bis sie 1916 von der United States Navy nach Kairo evakuiert wurde. Das Geschäft wurde danach bis um etwa 1932 von ihrem Assistenten, dem vermutlich aus Palästina zugezogenen Armenier Abraham Guiragossian geführt, der es 1918 gekauft hatte.
Maison Bonfils veröffentlichte großformatige Alben, u. a. 1877–1878 das fünfbändige Souvenirs d’Orient. 1876 erstellte er den Werkkatalog Catalogue Général des Vues photographiques de l’Orient. Rückwirkend ist es teilweise schwer zu unterscheiden, wer genau einzelne der insgesamt rund 15.000 Abzüge, 9000 Stereobilder und 591 Negative erstellte, da alle Aufnahmen mit Bonfils signiert sind. Sie sind nummeriert, aber nicht datiert. Grundsätzlich scheint es, dass Félix Bonfils sich auf historische Orte und Landschaften konzentriert hatte. Seine im Studio tätige Frau Lydie spezialisierte sich auf Personenporträts vor allem von Frauen. Adrien wandte sich wohl eher frommen Motiven zu. Aufnahmen des Hauses entstanden auch in Griechenland. Um 1900 erschienen ausgewählte Aufnahmen des „Maison Bonfils“ bei der Schweizer Firma Photoglob in Zürich als farbige Photochromdrucke.

## Schriften
- Architecture Antique. Égypte, Grèce, Asie Mineure. Album de photographies, Paris 1872.
- Souvenirs d’Orient. 5 volumes, Arles 1877–1878.
- Souvenirs de Jérusalem, Leipzig 1880.

## Bildauswahl des „Maison Bonfils“

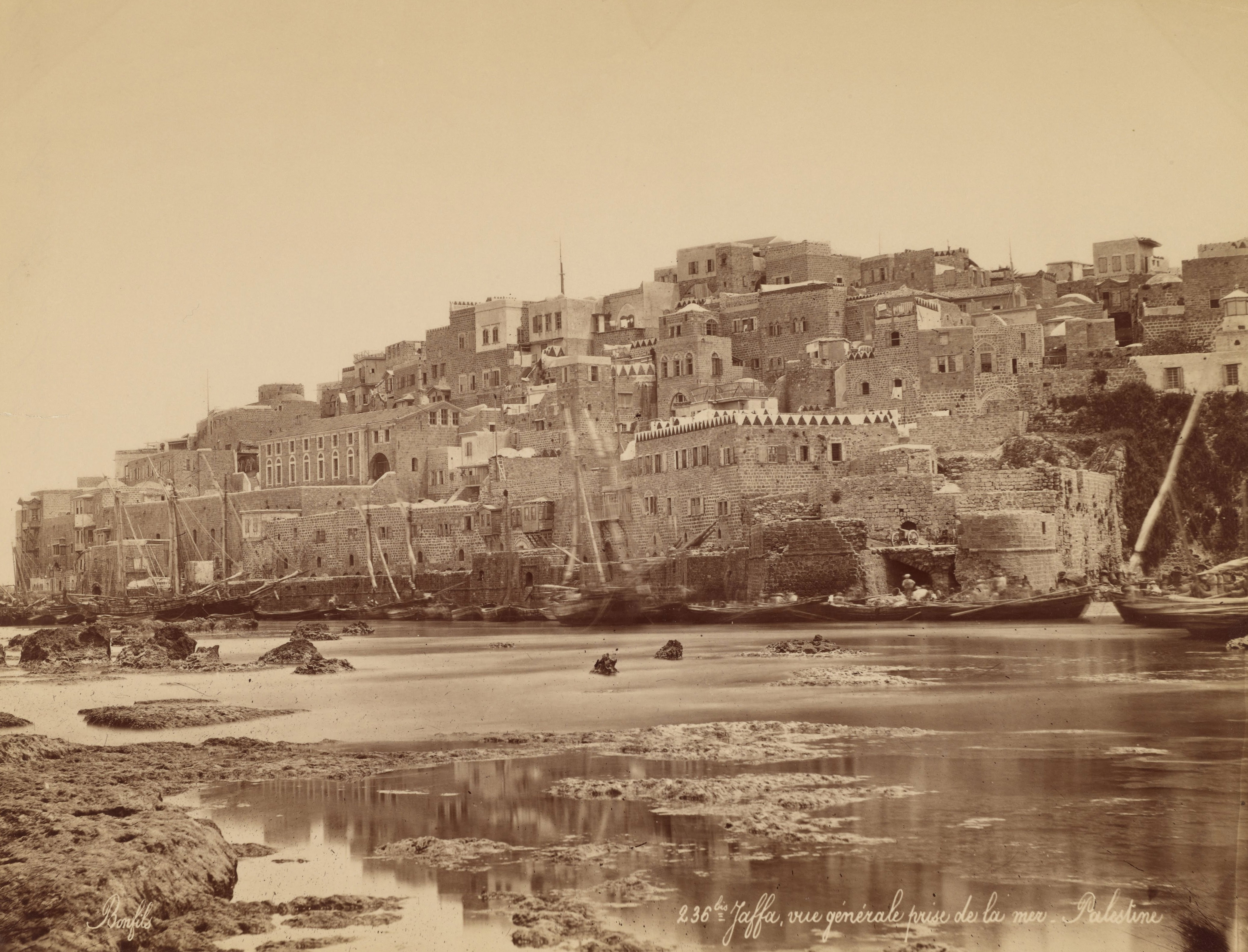
Maison Bonfils, Jaffa, wohl zweite Hälfte 19. Jahrhundert
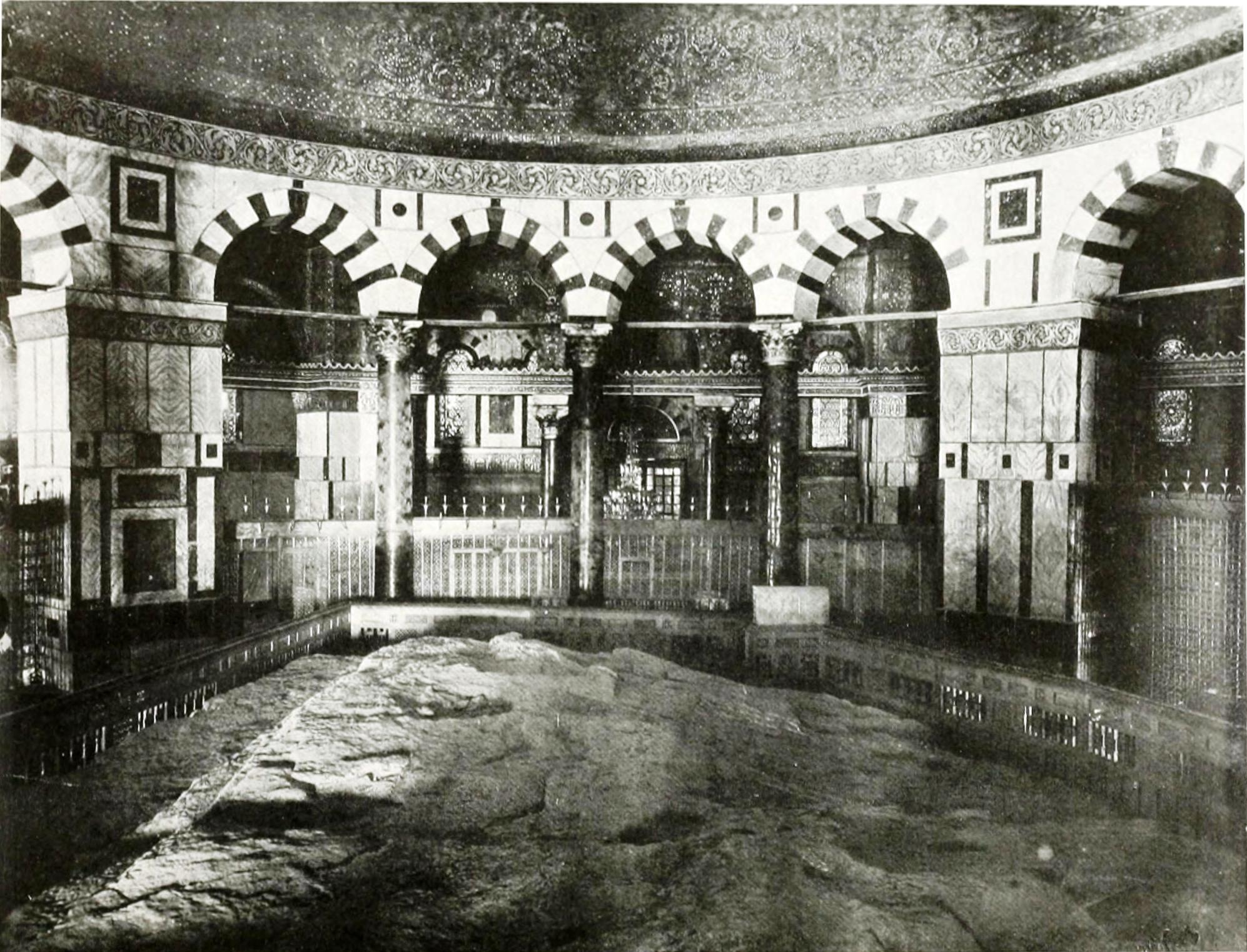
Maison Bonfils, Jerusalem, Fels im Felsendom, wohl zweite Hälfte 19. Jahrhundert
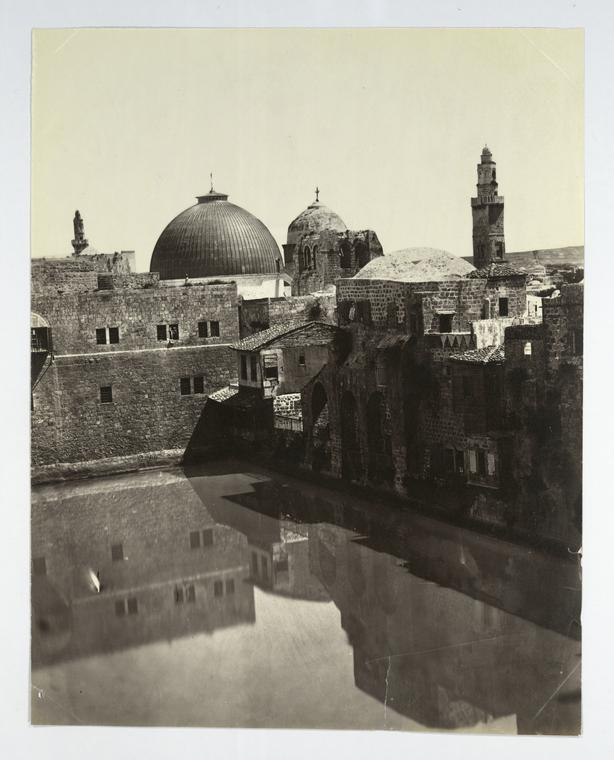
Maison Bonfils, Jerusalem, der sogenannte Teich des Ezechiel, wohl zweite Hälfte 19. Jahrhundert
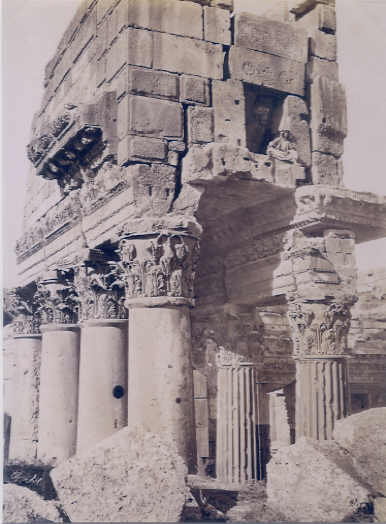
Maison Bonfils, in der Ruinenstadt Baalbek, wohl zweite Hälfte 19. Jahrhundert
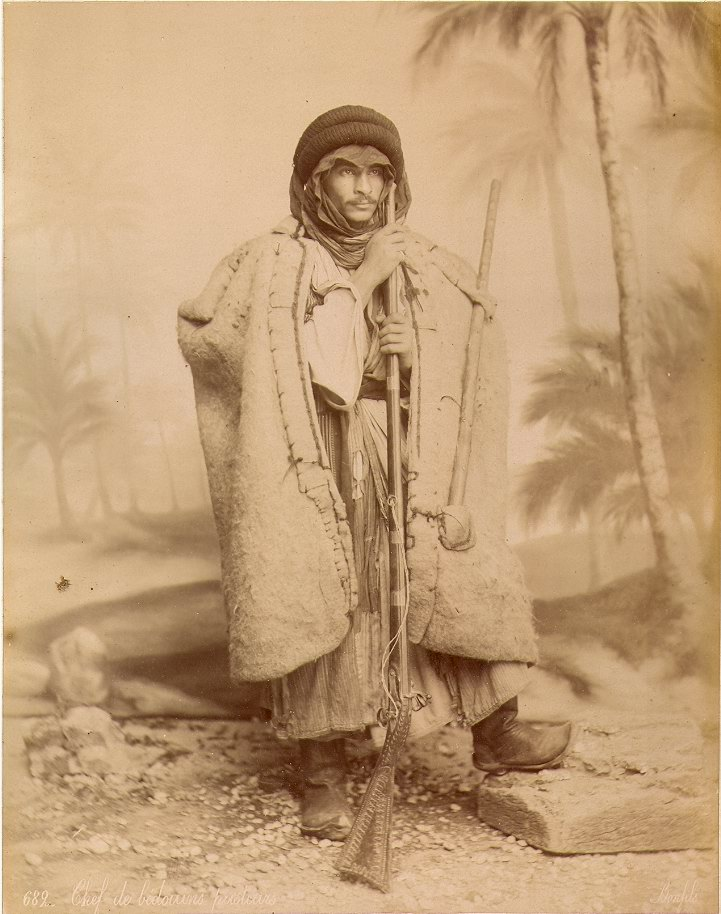
Maison Bonfils, syrischer Beduinenhirte, wohl zweite Hälfte 19. Jahrhundert
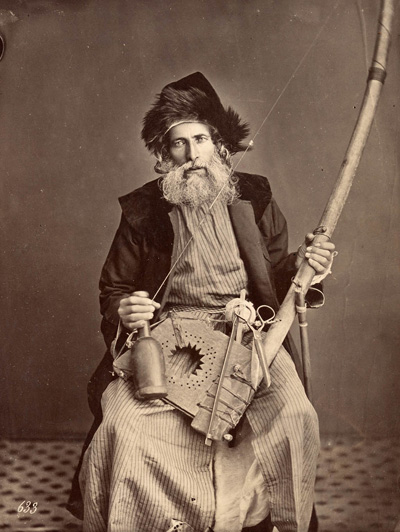
Maison Bonfils, Personenporträt, wohl zweite Hälfte 19. Jahrhundert
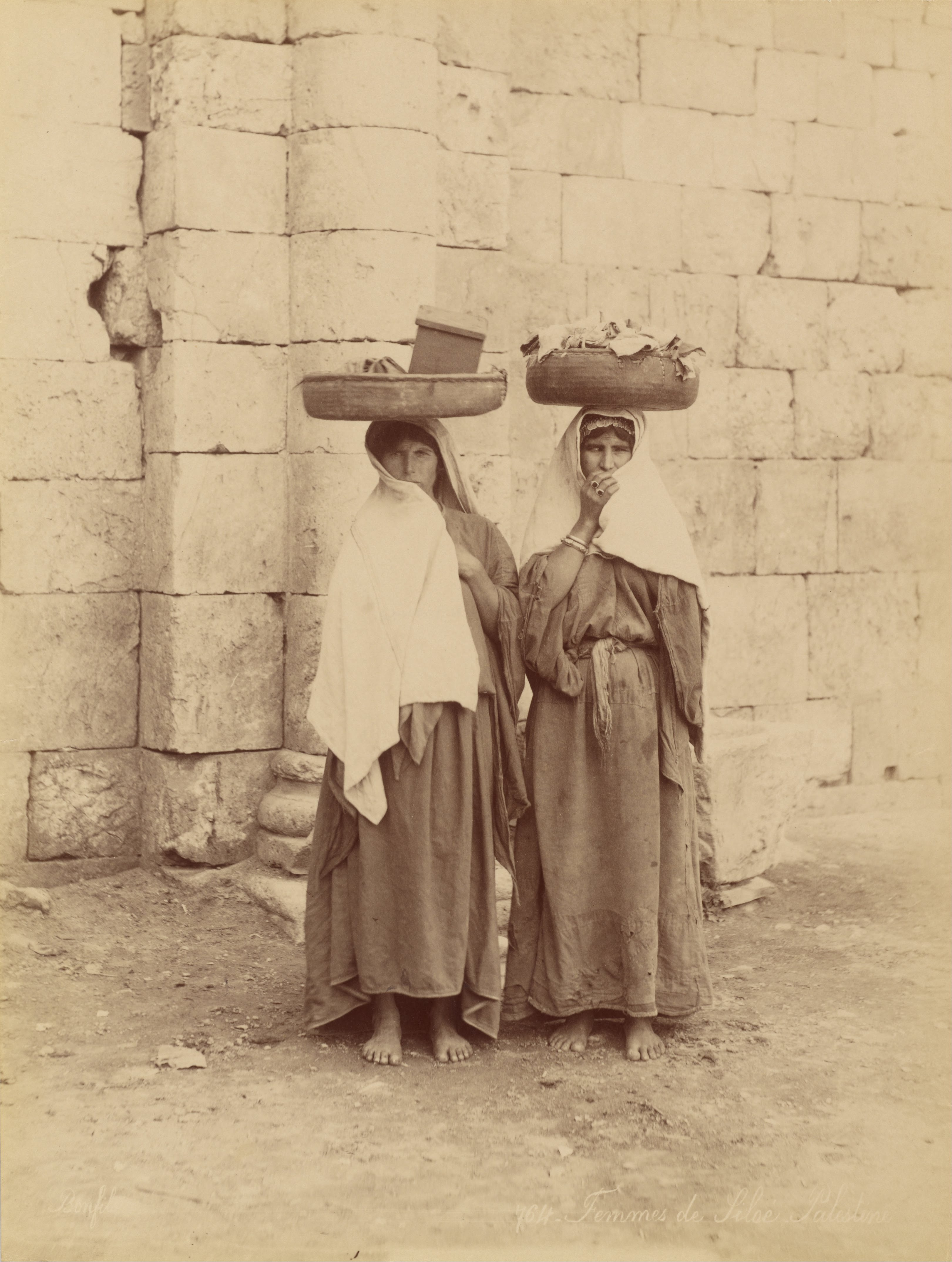
Maison Bonfils, Frauen aus Siloah, wohl zweite Hälfte 19. Jahrhundert
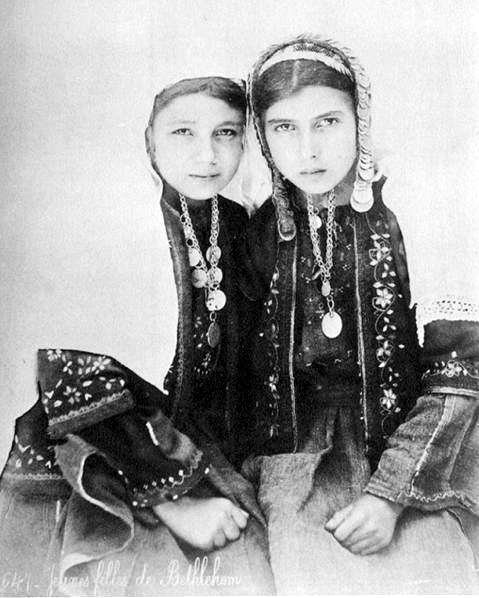
Maison Bonfils, Mädchen aus Bethlehem, wohl um die Jahrhundertwende